# Waffles
waffles（ワッフルズ）は、日本の音楽バンド。2002年1月にCDデビュー。

## 概要
早稲田大学の音楽サークル「ロッククライミング」に所属していた4人で結成。Vo.kyoko onoのニューヨーク留学を経て帰国後、本格的に活動をスタート。wafflesとして曲を作り始める。バンド名についてはサークル時代に命名したもので、メンバーも詳しい由来を覚えていないが、柔らかな声やサウンドにぴったりと言われることが多いため、そのまま使用するに至った、と後に語っている。
在学中にシングル『ボート』でCDデビュー。2ndシングル『トウキョウ』はUSENでヘヴィプレイに選出。松本隆主催のイベントに出演。1stミニアルバム『one』に、鈴木茂が参加。3rd『cinematic』では、プロデューサーにホッピー神山を迎えている。
『ルール』『リズム』はテレビ東京系「コイブミ2」エンディングテーマに、『girl like girl』はTBS系「恋愛脳℃」のエンディングテーマにも使用された。その後ドラマーの交代やサポートミュージシャン（大野由美子、HARCO、張替智広）などの協力を経て制作・ライブ活動を継続。2009年「出れるの!?サマーソニック'09」では多数の投票を獲得し、最終選考まで勝ち残る。
2010年〜11年には、Vo.kyokoが柏原譲のユニットOTOUTAに定期ゲストボーカル参加。東京・大阪・韓国の3都市で行われた「空中キャンプpresents“すばらしくて NICE CHOICE”」ツアーにも春夏参加した。ライブでは名曲「BABY BLUE」などをカバー。
2012年11月には、デビュー10周年記念ワンマンライブをShibuya O-WESTにて開催。約3時間半で30曲以上を演奏。以降、毎年11月に趣向を凝らしたワンマンライブを開催している。
その後もコンスタントに作品のリリースを続けており、自主企画のライブイベントでは、対バンを迎えての「紅茶唄」（過去のイベント出演者／フジファブリック、Advantage Lucy、HARCO、メレンゲ、ROUND TABLE、倉橋ヨエコ、ゲントウキ、Quinka, with a yawn、フルカワモモコ、acari、他多数）や、カフェ開催を中心としたアコースティックスタイルの「珈琲唄」を随時開催。
2018年3月〜8月、秀英予備校CMに『さよならサンキュー』が使用され2019年10月〜TBS「らくのうだより」（関東生乳販連提供）テーマソングを担当。
CDジャーナルによる紹介文は「ほんわりしたメロディにほんわかした女性ヴォーカル。はいはい、ああいう感じね、もういいよとは決してならないバンドである。下手すると初期クラムボンやシンバルズに重なってしまいそうな芸風でありながら、確固たる自己をさらっと鳴らしている」。

## メンバー
kyoko ono - ボーカル、ピアノ、ウクレレ、キーボード。
ほぼ全曲の作詞・作曲を手がける。通称：けふこ。作詞提供のほか、数多くのCMソング歌唱やサウンドロゴ、CMナレーションを担当。感情のニュアンスが伝わる、少しハスキーな声色が特徴。
「シード コンタクト」「KINCHO タンスにゴン」「ベネッセ　こどもちゃれんじbaby」「ミスタードーナツ　ピザッタ」「＠cosme Beauty Day」（ナレーション含む）「キレイモ」「東急電鉄　わたしの東急線通学日記シリーズ」「PASMO（パスモ）」「資生堂シーブリーズ」「ヤマザキビスケット　OREO（オレオ）」「LION　アロマリッチ」「マイナビウーマン」「花王ハミングneo・ブローネ」「ファミリーマート」「亀田製菓」「ダイハツ ミラココア」「大正製薬リポビタンフィール」「ラクマ」「モスバーガー」など多数。
「明治安田生命」の企業名ナレーション（2015-2024）も長く務めたほか、「桧家住宅」CM（2012）では歌唱に加え、メインキャラクターとして出演している。
作詞提供：NHK「おかあさんといっしょ」2016年7月のうた「まほうのくつ」作詞（共作）、i☆Ris「HERO」作詞。
Jona（Fumiko Yonaha） - ギター、シンセサイザー、コーラス
通称：ジョナ。通称名がいつしかアーティストネームになったが、媒体によっては本名で紹介。一部の曲の作曲を行う。
Shinichi Takeda - ベース
通称：TKD（テケダ）。熱狂的阪神タイガースファン。憧れはLUNA SEAのJ。
Takashi Kimura - ドラムス
オリジナルメンバー、2004年1月脱退。2009年よりサポートドラマー（公式サイトでは準レギュラーと表記）として復帰。
2018年11月25日開催のワンマンライブをもって、正式メンバーに公式復帰。

### 過去のメンバー
Dai Narabe - ドラムス
2005年1月加入、2008年10月脱退。

## ディスコグラフィー

### シングル
1. 『ボート』（2002年1月30日）
2. 『トウキョウ』（2002年4月17日）
3. 『リズム』（2003年2月19日） - テレビ東京系「コイブミ2」「ウラ関根TV」エンディングテーマ
4. 『レモンレイル／雲のない世界』（2008年5月） - 静岡「ジャンボエンチョー」2004年CMで「レモンレイル」使用
5. 『ベランダ／花火』（2008年8月）
6. 『peuplier〜”poplar” french ver.〜』（2018年11月） - 人気曲「poplar（ポプラ）」のフランス語版セルフカバー。※配信限定
7. 『WINDY HOLIDAY』（2019年10月）※配信限定
8. 『エレクトリックしごとにんげん』（2019年10月）※配信限定
9. 『Our Christmas』（2019年11月）※配信限定

### ep
1. 『butterfly e.p』（2001年）（自主制作）
2. 『15ans! Chansons!』（2017年11月1日） -15周年記念作
3. 『Tokyo Métropole』（2018年11月25日）
4. 『BETWEEN』（2020年12月1日）
5. 『SILENCE』（2022年9月20日） -20周年記念作

### アルバム
1. 『cinematic』（2003年12月17日） - 共同プロデューサーにホッピー神山を迎えた作品
2. 『ballooner』（2009年10月4日） - 2014年、名古屋「イオンモール大高」CM曲「ざわめき」収録
3. 『10歩』（2012年1月30日） - 2018年、秀英予備校CM曲「さよならサンキュー」収録
4. 『Re:cipe』（2012年10月13日） - 過去人気曲の再録盤
5. 『Coloration/カラレーション』（2014年11月2日）

### ミニアルバム
1. 『one』（2002年11月27日） - テレビ東京系「コイブミ2」エンディングテーマ「ルール」収録
2. 『pool』（2003年7月23日）
3. 『orangery』（2006年5月）
4. 『orangery+』（2006年7月5日） - TBS系「恋愛脳℃」エンディングテーマ「girl like girl」収録
5. 『君の魔法』（2006年10月18日） - 大野由美子、HARCOがゲストプレイヤーとして参加
6. 『WAFLELE』（2016年11月27日） - キャリア初のウクレレをフィーチャリングした作品（ウクレレ譜面付き）

### コンピレーション・アルバム
1. 『新宿ミーティング02』（2002年7月19日）「トウキョウ」で参加
2. 『喫茶ロックnowその2』（2002年9月19日）「トウキョウ」で参加